# Apodemus argenteus
Apodemus argenteus е вид бозайник от семейство Мишкови (Muridae). Видът е незастрашен от изчезване.

## Разпространение
Разпространен е в Япония.

## Описание
Продължителността им на живот е около 5 години. Популацията на вида е стабилна.